# Urophyllum longidens
Urophyllum longidens är en måreväxtart som beskrevs av Otto Stapf. Urophyllum longidens ingår i släktet Urophyllum och familjen måreväxter. Inga underarter finns listade i Catalogue of Life.